# Setaphora yonakuniensis
Setaphora yonakuniensis är en kräftdjursart som beskrevs av Nunomura 1986. Setaphora yonakuniensis ingår i släktet Setaphora och familjen Philosciidae. Inga underarter finns listade i Catalogue of Life.